# Kalixhärvan
Kalixhärvan kallas den tjuvjaktshärva som nystades upp 1983 i Kalix. Alltsammans börjar med en stulen silverräv i en rävfarm i Nyborg utanför Kalix i Norrbotten. Härvan uppmärksammades mycket på grund av att den lokala polisen misstänktes vara inblandad. Femton personer anhölls och 13 dömdes för innehav av illegala skjutvapen medan de allvarliga jaktbrotten, även de erkända, aldrig blev prövade i rätten. I stället straffades utredarna.
Under utredningen av jakt- och vapenbrotten skedde flera händelser som fick stor uppmärksamhet i lokalpressen. Den ansvarige utredaren stöttes ut av poliskollegorna, eftersom han tog allvarligt på uppgifter från ett vittne, som berättade om att en polis hotat vittnet och utövat påtryckningar. Polismästaren och fackliga representanter utövade hårda påtryckningar inom poliskollegiet för att åstadkomma "rättning i ledet" och undvika utredningar baserade på misstankar om att poliser deltagit i jaktbrott. [källa behövs]
Kalixhärvan var en av inspirationerna till den svenska långfilmen Jägarna (1996).